# Hemibagrus wyckii
Hemibagrus wyckii es una especie de pez de la familia Bagridae en el orden de los Siluriformes.

## Morfología
• Los machos pueden llegar alcanzar los 71 cm de longitud total.

## Distribución geográfica
Se encuentra desde Tailandia hasta Indonesia.